# 年仲隆
年仲隆（1622年2月19日—？年），字豐寰，镶白旗汉军人，籍奉天廣寧縣。清朝政治人物，进士出身。

## 生平
治詩經，順治十一年甲午科順天鄉試第219名舉人，順治十二年乙未科詩四房會試中式第319名，殿試三甲，本年八月授江南和州知州。

## 家族
曾祖年慧（指揮）；祖年國臣（指揮）、父年有昇（壽官）。
有子年遐齡，孫年羹堯。